# دانشگاه دفاع ملی (آذربایجان)
دانشگاه دفاع ملی (آذربایجان) - (ترکی آذربایجانی: Milli Müdafiə Universiteti ) موسسه آموزش عالی نظامی است که زیر نظر وزارت دفاع جمهوری آذربایجان فعایت می‌کند. دانشگاه دفاع ملی هفت تا مؤسسه تحقیقات نظامی، تحصیلی و یک دانشکده پزشکی نظامی جمهوری آذربایجان را در خود جمع نموده است.

## دانشکده‌ها
- آکادمی نظامی نیروهای مسلح جمهوری آذربایجان
- دانشکدۀ نظامی حیدر علی‌اف
- مرکز آموزش و پرورش ارتش جمهوری آذربایجان
- لیسه نظامی به نام حیدر علی‌اف
- لیسه نظامی به نام جمشید نخجوانسکی
- دانشکده پزشکی نظامی زیرنظر دانشگاه پزشکی جمهوری آذربایجان
- انستیتوی علمی - پژوهشی نظامی
- انستیتوی مدیریت نظامی [۱]

## رئیس دانشگاه
- حیدر پیری‌اف
- گوندوز عبدل‌اف